# Hideo Takayashiki
 (avril 2014).
Si vous disposez d'ouvrages ou d'articles de référence ou si vous connaissez des sites web de qualité traitant du thème abordé ici, merci de compléter l'article en donnant les références utiles à sa vérifiabilité et en les liant à la section « Notes et références ».
Hideo Takayashiki (高屋敷 英夫, Takayashiki Hideo) (né le 1er août 1947 ) est un scénariste japonais.

## Filmographie
Source : Anime News Network 

### Séries télévisées
- Ashita no Joe 2 : script
- Ginga Patrol PJ : script
- Astro Boy (1980) : script
- Gyakkyō Burai Kaiji : Hakairoku-hen : script (pendant 14 épisodes)
- Hajime Ningen Gyatoruz : script
- Hajime no Ippo Rising  : script (épisodes 11-13)
- Hidamari no Ki
- Jarinko Chie : script
- Judo Sanka : directeur des épisodes
- Kaiji : scenario (8 épisodes)
- Karate Baka Ichidai
- Lupin III : Partie II : directeur (épisodes 141, 147), screenplay (4 épisodes)
- Maison Ikkoku
- Master Keaton : script (7 épisodes)
- Mighty Orbots (États-Unis)
- New Gigantor : screenplay
- Ninja Robots : script
- Ninjaman Ippei : directeur de la série, script
- Nobody's Boy Remi : directeur des épisodes (épisodes 1-51)
- Oku-sama wa Joshi Kōsei : Series Composition, Screenplay (13 épisodes)
- One Outs : script (16 épisodes)
- Oniisama E... : script
- Oyoneko Boonyan : screenplay
- Princess Resurrection : script (épisodes 2, 12, 17)
- Rainbow - Nisha Rokubō no Shichinin : script (13 épisodes)
- Rideback : screenplay
- La Rose de Versailles : script (épisodes 6, 11, 18)
- Soar High! Isami
- Sōten Kōro
- Strawberry Panic! : screenplay (7 épisodes)
- Takarajima : directeur des épisodes
- Time Trouble Tondekeman! : screenplay
- Tohai Densetu Akagi -Yamini Maiorita Tensai : script (4 épisodes)
- Twin Hawks : script
- Wonder Beat Scramble : script
- X-Men : script (épisodes 2-10 )
- Yume no Hoshi no Button Nose : screenplay

### Anime
- Super Mario Bros. : Peach-Hime Kyushutsu Dai Sakusen! (1986) : scénario
- Ashita no Joe : directeur assistant
- Ashita no Joe 2 : script
- Barefoot Gen 2 : screenplay
- Hello Kitty no Oyayubi Hime : screenplay
- My Melody no Akazukin : screenplay
- (The) Phoenix: Chapter of Ho-o : screenplay
- Urusei Yatsura: Always My Darling : screenplay

### OAV
- Kyomu Senshi Miroku : screenplay
- (The) Laughing Target : script
- Maris the Chojo : screenplay
- Master Keaton : script (épisode 26)
- One-Pound Gospel : screenplay
- (The) Phoenix -Space- : script
- (The) Phoenix: Chapter of Yamato : screenplay
- Pops : screenplay